# 拉爾斯克里斯坦森海岸
69°S 69°E / 69°S 69°E
拉爾斯克里斯坦森海岸是南極洲的海岸，位於麥克羅伯特森地東部，在1931年1月由挪威捕鯨者發現和繪入地圖，現時由南極條約體系管理。